# Sticherus peruvianus
Sticherus peruvianus là một loài dương xỉ trong họ Gleicheniaceae. Loài này được Maxon A.R. Sm., M. Kessler & J. Gonzales mô tả khoa học đầu tiên năm 1999.